# Édouard Balladur
Édouard Balladur (* 2. května 1929 Smyrna) je francouzský konzervativní politik arménského původu narozený v Turecku. Jeho rodina emigrovala do Francie roku 1935, v jeho šesti letech. V letech 1993–1995 byl premiérem Francie. V letech 1986–1988 byl ministrem financí ve vládě Jacquese Chiraca. Byl představitelem konzervativní politické strany Rassemblement pour la République (která roku 2002 spoluvytvořila nový pravicový subjekt Union pour un Mouvement Populaire). Roku 1995 kandidoval na prezidenta, skončil na třetím místě. Byl považován za politika, který na francouzské pravici oslabil gaullismus.

## Politická kariéra
Svou politickou kariéru začínal po boku Georgese Pompidoua, nejprve byl jeho poradcem, když zastával funkci premiéra, poté, co se Pompidou stal prezidentem, stal se Balladur zástupcem jeho kancléře a nakonec i kancléřem (1973–1974). Po angažmá v prezidentském paláci se z politiky načas stáhl, ale vrátil se do ní v 80. letech jako podporovatel a poradce Jacquese Chiraca, který formoval novou stranu. To mu zajistilo i funkci v první vládě, kterou Chirac sestavil.
Obě pravicové vlády, jejichž byl členem, musely vládnout pod levicovým prezidentem Françoisem Mitterrandem a Balladur byl považován za specialistu na tuto situaci. Jako premiér se vyznačoval umírněným přístupem, zpětně byla ovšem kritizována především jeho role při genocidě ve Rwandě roku 1994.
O jeho politickém osudu nakonec rozhodl především vztah se Chiracem. Roku 1995, kdy Balladur vedl vládu jako premiér, nejprve Chiracovi slíbil podporu v prezidentských volbách. Později se ale rozhodl, že bude kandidovat sám. Chirac však ve volbách zvítězil a Balladura ihned odvolal z funkce premiéra. Chirac si spor vzal velmi osobně, zrušil s Balladurem přátelství a pravicové politiky, kteří ve volbách roku 1995 podporovali Balladura, tzv. Balladuriens (k nimž patřil mj. i Nicolas Sarkozy), odstavil z funkcí.

## Vyznamenání
| Stát     | Stuha                               | Název                                                                                      | Datum udělení  |
| -------- | ----------------------------------- | ------------------------------------------------------------------------------------------ | -------------- |
| Francie  |                                     | velkodůstojník Řádu čestné legie                                                           | 2008           |
| Francie  | velkokříž Národního řádu za zásluhy |                                                                                            |                |
| Itálie   |                                     | velkokříž Řádu zásluh o Italskou republiku                                                 | 1973, 1. října |
| Polsko   |                                     | velkokříž Řádu za zásluhy Polské republiky                                                 | 2005, 6. ledna |
| Rakousko |                                     | velká čestná dekorace ve zlatě s hvězdou Čestného odznaku Za zásluhy o Rakouskou republiku | 1972           |